# 맥세이프 (무선 충전기)

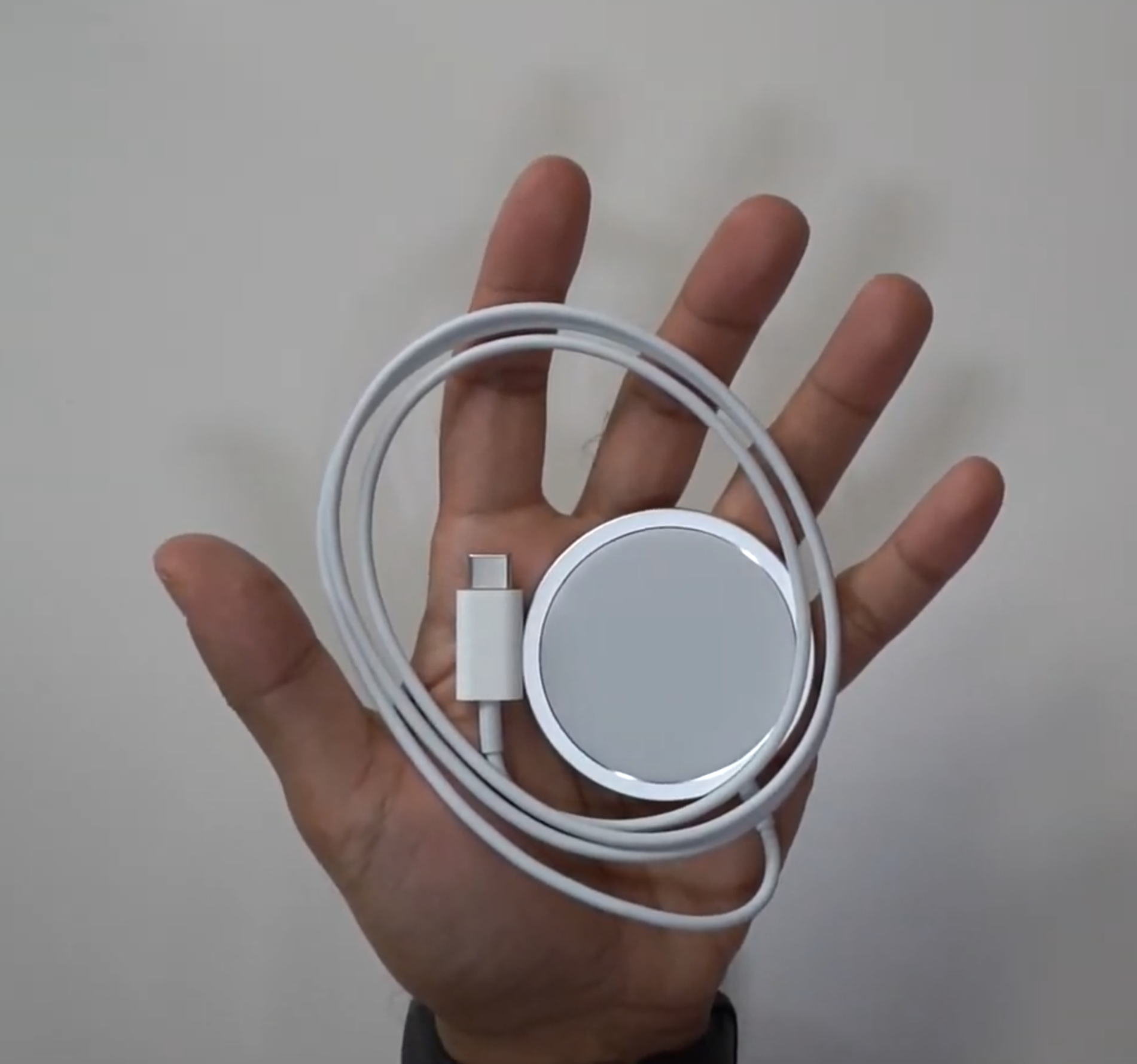

맥세이프(MagSafe)는 애플이 iPhone 및 AirPods 제품 라인을 위해 개발한 독점적인 자기 부착 무선 전력 전송 및 액세서리 부착 표준이다. 이는 iPhone 12 및 12 Pro 시리즈와 함께 2020년 10월 13일에 발표되었다. 최대 15W의 전력을 제공하며 최대 7.5W의 전력에 대해 개방형 Qi 표준과 호환된다. 또한 이 커넥터를 사용하면 통합 NFC 루프를 통해 통신을 통해 카드 홀더 및 케이스와 같은 비충전기 액세서리를 연결할 수 있다. 충전기는 희토류 자석 원을 사용한다.
애플은 2020년에 맥세이프 표준을 사용하는 두 가지 충전기를 출시했다. iPhone용 단일 충전 패드인 맥세이프 차저(MagSafe Charger)와 맥세이프 및 Apple Watch 충전기가 포함된 충전 매트인 맥세이프 듀오 차저(MagSafe Duo Charger)이다. 애플은 또한 충전기와 케이스를 개발하기 위해 맥세이프 표준을 제3자에게 라이센스했다. 2021년 애플은 맥세이프 배터리 팩을 출시하고 AirPods 및 AirPods Pro에 맥세이프 충전 기능을 추가했다.

## 역사
맥세이프라는 이름은 2006년 MacBook Pro부터 애플이 MacBook 라인업에 처음 사용했다. 2016년 USB-C를 충전에 사용한 4세대 MacBook Pro가 출시되면서 단계적으로 폐지되기 시작했다. 맥세이프는 2019년 MacBook 전체에서 단종되었지만 2021년 10월에 출시된 14인치 및 16인치 MacBook Pro 모델에 다시 도입되었다.
2017년 애플은 iPhone, AirPods 및 Apple Watch(독점 무선 충전 시스템 사용)를 동시에 충전할 수 있으며 장치를 매트 위 어디에나 배치할 수 있는 무선 충전 매트인 에어파워(AirPower)를 발표했다. 하지만 코일이 많이 겹쳐 과열 문제로 인해 2019년 초에 취소되었다.
애플은 2020년 10월 13일 "Hi, Speed" 애플 특별 이벤트에서 iPhone 12 시리즈와 함께 무선 충전 및 액세서리의 보편적인 생태계로 맥세이프를 발표했다. 맥세이프를 기반으로 하는 애플의 충전기는 AirPower 개발에 이어 최초로 Qi 표준을 사용한다. 내부적으로 맥세이프 어테치(MagSafe Attach)라고 불리는 iPhone의 맥세이프 콘센트는 자석을 사용하여 자동으로 정렬되고 Qi 충전기에 부착되어 안정적인 충전을 보장한다.
2021년 10월 18일, 애플은 3세대 AirPods와 맥세이프 충전 케이스가 번들로 포함된 AirPods Pro의 업데이트된 SKU를 출시했다.
2023년 무선전력컨소시엄(Wireless Power Consortium)은 맥세이프를 기반으로 한 Qi2 표준을 발표했다.